# Evolución Política
Evolución Política (Politische Entwicklungen auf Deutsch), deren Akronyme Evópoli und EVOP sind, ist eine chilenische politische Partei. Sie wurde 2012 als politische Bewegung gegründet und Anfang 2016 als Partei konstituiert. Inspiriert vom klassischen Liberalismus, vereint sie Bürger aus verschiedenen ideologischen Strömungen, hauptsächlich aus der Mitte-rechts-Position. Programmatisch setzt sich die Partei für eine sozialliberale Agenda innerhalb der chilenischen Rechten ein, unter anderem für die Förderung der Ehe für alle, des Gesetzes zur Geschlechtsidentität, und von Steuern für die größten Umweltverschmutzer.
Einer der Gründer ist der derzeitige Senator der Region La Araucanía, Felipe Kast. Zu den Mitgliedern gehören außerdem der Senator Luciano Cruz-Coke, der ehemalige Bildungsminister Harald Beyer, der ehemalige Außenminister Roberto Ampuero und die ehemalige Ministerin für Verkehr und Telekommunikation Gloria Hutt. Vier dieser Mitglieder waren Minister in der ersten Regierung von Sebastián Piñera.
Zusammen mit Renovación Nacional (RN), der Unión Demócrata Independiente (UDI) und bis 2022 der Partido Regionalista Independiente Demócrata (PRI) ist sie Mitglied von Chile Vamos, einer Mitte-rechts-Koalition, die in Opposition zur zweiten Regierung von Präsidentin Michelle Bachelet (2014–2018) steht. Sie war Teil der zweiten Regierung von Präsident Sebastián Piñera (2018–2022) und ist derzeit erneut in der Opposition, nun gegenüber der Regierung von Gabriel Boric.